# Zaza (pel·lícula)
Zaza és una pel·lícula estatunidenca dirigida per George Cukor, estrenada el 1939. La història havia sigut filmada per Paramount en una versió de 1915 amb Pauline Frederick, i posteriorment el 1923 amb Gloria Swanson.

## Argument
Zaza, cantant i ballarina vedette de revista en un music-hall parisenc, aconsegueix captivar l'atenció d'un riquíssim client de pas per París.
Bernard Dufresnes, industrial lionès seduït per la bonica Zaza, la porta amb ell i la instal·la en un luxós pis de la capital i neix una gran història d'amor. Vivint a la regió lionesa, Bernard refusa que la seva amant l'acompanyi, abandonant-la durant la seva absència. Un pretendent gelós informa Zaza que Bernard és ja casat. Zaza torna al cabaret, i canta un últim adéu en presència del seu amant davant tota l'assistència…

## Al voltant de la pel·lícula
Després d'haver estat posada en escena al teatre per David Belasco, i interpretada per Leslie Carter el 1899, Zaza ja s'havia traslladat dues vegades abans a la pantalla gran. La primera, muda d'Edwin S. Porter, el 1915, el paper de Zaza és interpretat per Pauline Frederick, i una segona, també muda, d'Allan Dwan en la que el paper de Zaza és interpretat per l'actriu Gloria Swanson. Altres dues realitzacions veuran la llum el 1943 i 1956.
Aquesta versió de Zaza interpretada per Claudette Colbert ha colpit les pantalles a l'estrena 1939, sacsejant els costums puritans i virtuosos de l'època, impregnats d'inquietud en vigílies de grans amenaces mundials.
Pel·lícula que va ser criticada i que de vegades fou xiulada i tractada d'obscena, i porca, va ser escandida a les sales, malgrat els esforços del guionista Zoe Akins que va donar el millor d'ell mateix per realitzar l'obra de Belasco avenint-se a les rigoroses normes de censura de 1939 als Estats Units.

## Repartiment
- Claudette Colbert: Zaza
- Herbert Marshall: Dufresnes
- Dorothy Tree: Sra. Dufresnes
- Janet Waldo: Simone
- Bert Lahr: Cascart
- Helen Westley: Anais
- Constance Collier: Nathalie
- Genevieve Tobin: Florianne
- Walter Catlett: Marlardot
- Ernest Cossart: Venedor
- Ann E. Todd: Toto
- Rex O'malley: Bussey
- Monty Woolley: Fouget
- Frank Puglia: Venedor de catifes
- John Power: Conductor
- Olive Tell: Jeanne Liseron
- Robert C. Fischer: Pierre
- Rex Evans: Michelin
- Alexander Leftwich: Larou
- Harriette Haddon: Ballarina
- John Sutton: Dandy
- Louise Seidel: Ballarina
- Tom Ricketts: Cavaller
- Dorothy White: Ballarina
- Philip Warren: Dandy
- Alice Keating :
- Lillian Ross:
- Michael Brooke:
- Helaine Moler :
- Emily Larue :
- Maude Hume:
- Clarence Harvey :
- Duncan Renaldo:
- Helen Mack :
- Olaf Hytten :